# Parodia mueller-melchersii
Parodia mueller-melchersii ist eine Pflanzenart aus der Gattung Parodia in der Familie der Kakteengewächse (Cactaceae). Das Artepitheton mueller-melchersii ehrt einen aus Deutschland stammenden Kakteensammler, den Herrn Müller-Melchers, der die Gärtnerei Kakteen-Haage mit südamerikanischen Kakteen belieferte.

## Beschreibung
Parodia mueller-melchersii wächst meist einzeln. Die mattgrünen, verlängert kugelförmigen Triebe erreichen Wuchshöhen von bis zu 8 Zentimeter und Durchmesser von 6 Zentimeter. Die 20 bis 24 Rippen sind spiralförmig angeordnet und nicht auffällig in Höcker untergliedert. Die auf ihnen befindlichen Areolen sind weiß. Die ein bis drei (selten vier) geraden Mitteldornen sind abstehend oder abwärts gerichtet. Sie sind hellbraun oder gelblich, besitzen eine dunklere Spitze und weisen eine Länge von 1,5 bis 2 Zentimeter auf. Die zwölf bis 18 spreizenden Randdornen sind gelblich weiß bis weiß und bis zu 1 Zentimeter lang.
Die hell goldgelben bis zitronengelben bis rötlichen Blüten erreichen Längen von bis zu 3 Zentimeter und Durchmesser von 5 Zentimeter. Ihr Perikarpell und die Blütenröhre sind mit weißer Wolle und dunklen Borsten bedeckt. Die Narben sind blasskarminfarben bis rosafarben. Die grünen Früchte sind bei Reife schlauchartig verlängert und weisen Längen von bis zu 2 Zentimeter (selten bis zu 3 Zentimeter) auf.

## Verbreitung, Systematik und Gefährdung
Parodia mueller-melchersii ist im brasilianischen Bundesstaat Rio Grande do Sul und in Uruguay verbreitet.
Die Erstbeschreibung als Notocactus mueller-melchersii durch Curt Backeberg wurde 1936 veröffentlicht. Nigel Paul Taylor stellte die Art 1987 in die Gattung Parodia. Ein weiteres nomenklatorisches Synonym  ist Ritterocactus mueller-melchersii (Frič ex Backeb.) Doweld (1999).
Die Unterarten Parodia mueller-melchersii subsp. gutierrezii (W.R.Abraham) Hofacker und Parodia mueller-melchersii subsp. winkleri (Vliet) Hofacker werden nicht mehr akzeptiert.
In der Roten Liste gefährdeter Arten der IUCN wird die Art als „Endangered (EN)“, d. h. als stark gefährdet geführt.

## Nachweise